# Tony Snow

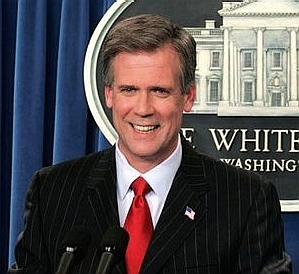
Tony Snow

Robert Anthony (Tony) Snow (Berea, Kentucky, 1 juni 1955 - Georgetown, Washington D.C., 12 juli 2008) was een Amerikaans journalist en politiek commentator.

## Levensloop
Snow behaalde in 1977 een Bachelor of Arts in de filosofie aan Davidson College. Daarna studeerde hij economie aan de Universiteit van Chicago. In 1979 begon hij als journalist te werken bij Greensboro Record in North Carolina. Van 1981 tot 1982 werkte hij voor The Virginian Plot in Norfolk, Virginia. Daarna was hij werkzaam bij The Daily News (1982-1984), The Detroit News (1984-1987) en The Washington Times (1987-1991). Ook schreef hij in een later stadium columns voor verschillende kranten. Snow nam in 1991 een jaar vrij en werd speechwriter voor president George H. W. Bush. Een jaar later ging hij werken op de media-afdeling van het Witte Huis. 
Vanaf halverwege de jaren negentig presenteerde Snow het televisieprogramma Fox News Sunday. In dit programma interviewde hij polici. Ook verscheen hij regelmatig als gast in de show van Rush Limbaugh. Van 2003 tot 2006 presenteerde hij een radioprogramma, de Tony Snow Show.
Tussen mei 2006 en september 2007 was Snow perschef van het Witte Huis. Hij was Scott McClellan opgevolgd als woordvoerder van de regering-Bush. In september 2007 trad hij om gezondheidsredenen af. Hij werd opgevolgd door Dana Perino en overleed tien maanden later op 53-jarige leeftijd.
- Gemeinsame Normdatei: 141042834
- Virtual International Authority File: 120294708
- WorldCat: E39PBJr3wBvytqPXbCFdcft7pP